# Missouri City (Missouri)
Missouri City é uma cidade localizada no estado americano de Missouri, no Condado de Clay.

## Demografia
Segundo o censo americano de 2000, a sua população era de 295 habitantes.
Em 2006, foi estimada uma população de 326, um aumento de 31 (10.5%).

## Geografia
De acordo com o United States Census Bureau tem uma área de
2,9 km², dos quais 2,6 km² cobertos por terra e 0,3 km² cobertos por água. Missouri City localiza-se a aproximadamente 221 m acima do nível do mar.

## Localidades na vizinhança
O diagrama seguinte representa as localidades num raio de 12 km ao redor de Missouri City.